# Alfa Romeo 6C 3000 CM
L'Alfa Romeo 6C 3000 CM (Competizione  Maggiorata) était une automobile produite de 1952 à 1953 par le constructeur italien Alfa Romeo.

Les véhicules ont été spécialement développés pour les courses. La base de nombreux composants était le moteur Eperimental de 3 litres. Sur les 6 véhicules produits, 3 ont participé aux Mille Miglia de 1953. La voiture n° 602 de Fangio a terminé deuxième au classement général. Lors du Grand Prix Supercortemaggiore à Merano, Fangio a finalement obtenu la première place avec cette voiture n° 46.
L’une des barquettes (Spider), la dernière de la série, l'Alfa Romeo 6C 3000 PR, (Passo Ridotto), construite sur la base que la 2e barquette pour le 2e Grand Prix Supercortemaggiore, disposait d'un empattement plus court, ramené à 2.200 mm, et d'un moteur de moindre cylindrée, inférieure à 3 litres, conformément au règlement international imposé aux voitures de Sport en 1954. La carrosserie a été réalisée par Touring juste à temps pour être expédiée à Monza où malheureusement la voiture a été détruite lors des essais, pilotée par Consalvo Sanesi. Après avoir été récupéré en Amérique du Sud, il a été restauré par un passionné anglais sur la base des dessins originaux.

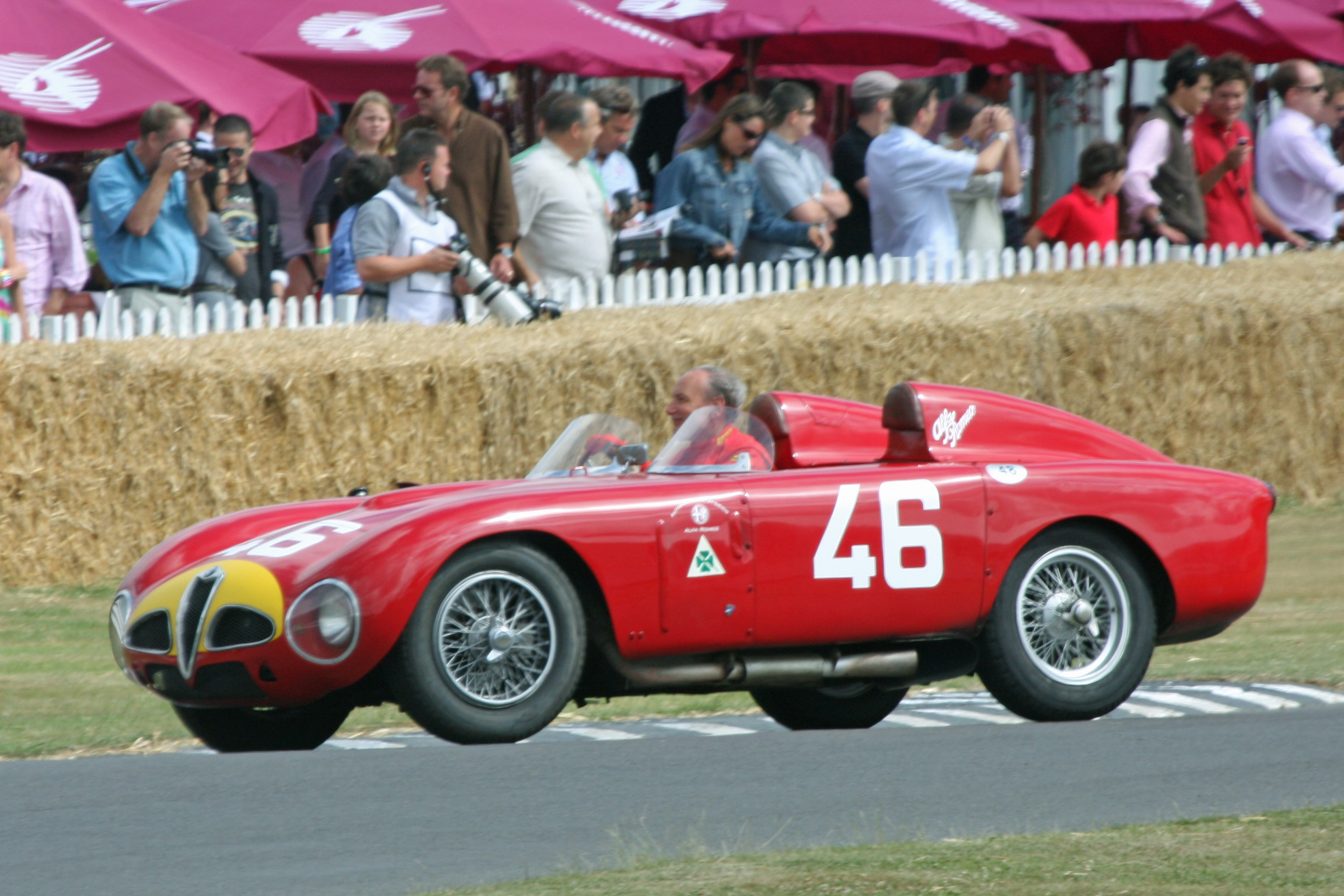
Alfa Romeo 3000 CM Spider

## Caractéristiques techniques
- Moteur : 6 cylindres à deux arbres à cames. Alésage 87 mm - course 98 mm - cylindrée 3 495 cm3 - taux de compression 8,20:1. Six carburateur . Puissance maximale 246 ch à 6 500 tr/min; Puissance maximale 275 ch à 6 500 tr/min Mille Miglia.
- Transmission : boîte de vitesses manuelle à 5 rapports. Rapports de boîte : 1re 2,217:1, 2e 1,547:1, 3e 1,193:1, 4e 1:1 ; 5e 0,867:1  AR 2,6:1. Réduction : 10/37-11/41.
- Pneumatiques : 6,50-16
- Dimensions et poids :  empattement 2250 mm - voies avant et arrière 1310 mm. Poids 930-960 kg. Réservoir 110 litres. (Mille Miglia 200 Litres)
- Vitesse maximale : 250 km/h.

## Chiffres de production Alfa Romeo 6C 3000 CM
| Année                 | 1952 | 1953 | total |
| --------------------- | ---- | ---- | ----- |
| Alfa Romeo 6C 3000 CM | 3    | 3    | 6     |

 Parmi ceux-ci, quatre coupés et deux spiders

## Curiosité

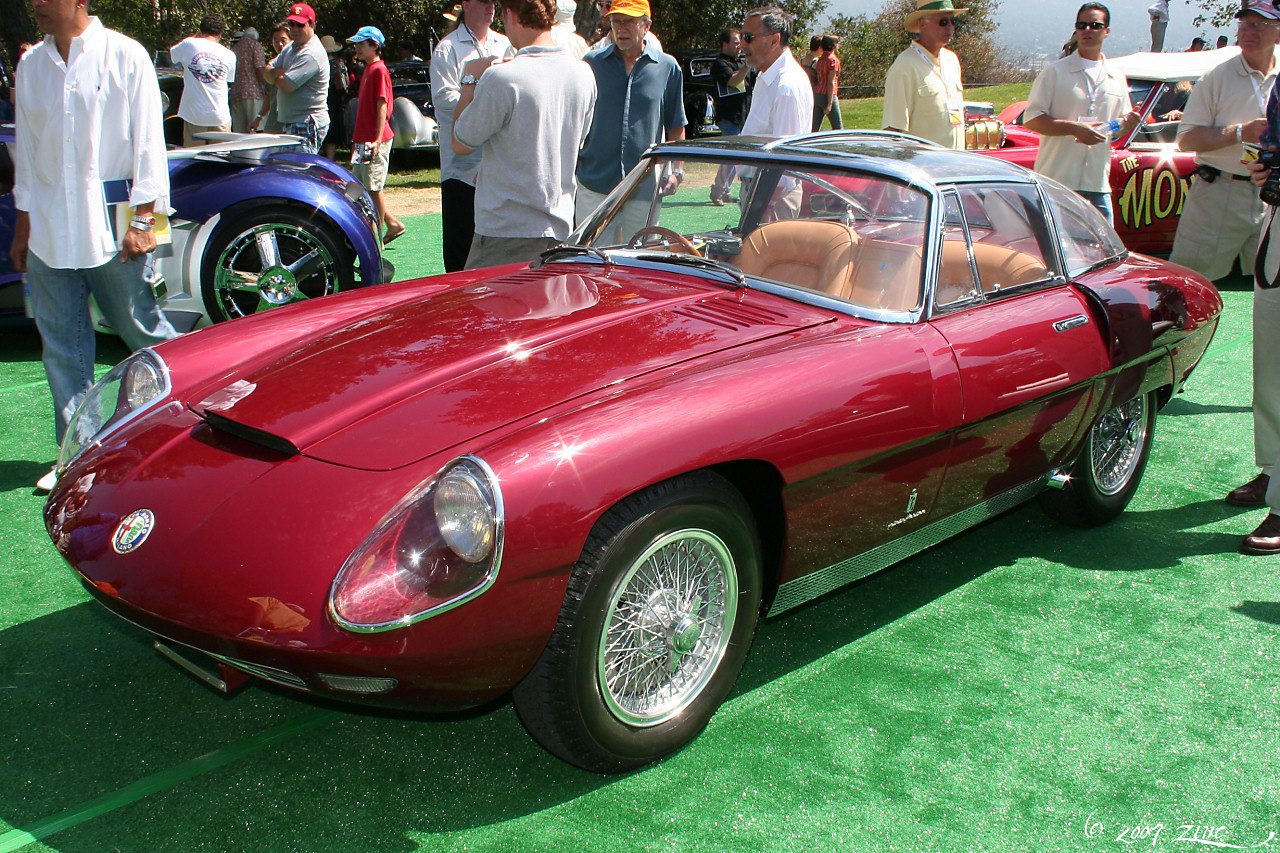
L'Alfa Romeo 6C 3000 CM Superflow IV re-carrossée par Pininfarina en 1960 alors que le châssis date de 1953

Que sont devenues les 6 voitures de sport Alfa Romeo 6C 3000 CM ?
Après avoir participé à plusieurs compétitions sportives, Alfa Romeo décide de mettre un terme à son activité sportive et liquide son écurie Alfa Corse en 1954. Tous les châssis des 6C 3000 CM sont vendus.
Sur les 2 barquettes, la 6C 3000 PR a été complètement détruite dans un accident tandis que la 6C 3000 CM Spider Merano a été récupérée par le Département Expérimentations d'Alfa Romeo pour tester les freins à disque sur les voitures de série. Cet exemplaire est aujourd'hui conservé au Musée historique Alfa Romeo d'Arese.
Les 4 berlinettes ont été vendues à différents clients privés :
- au pilote Joakim Bonnier qui, après un accident, l'a fait transformer par la Carrozzeria Zagato en barchetta[6],
- à la Carrozzeria Ghia dont on n'a aucune nouvelle,
- à la Carrozzeria Boano, qui a créé une voiture spéciale pour le Président argentin Juan Domingo Perón et qui, des années plus tard, à la suite d'un accident, est devenue une réplique de la berlinette Colli d'origine[7]
- à Pininfarina, qui l'a utilisée comme base pour les Dream car de la série Superflow[8],[9] dessinées par Aldo Brovarone, dont est dérivée la ligne de l'Alfa Romeo Spider (Duetto) de 1966.